# Tkvarcheli
Tkvarcheli ou Tqvarcheli (abcaz: Тҟəарчал, Tqwarchal, geórgio: ტყვარჩელი) é uma cidade na Abecásia. Situa-se no rio Ghalidzga e os caminhos-de-ferro ligam-a a Ochamchire.

## História
Tkvarcheli tornou-se uma cidade em 9 de abril de 1942, assim que a extracção de carvão (que começou nos seus arredores em 1935) cresceu em importância durante a Segunda Guerra Mundial, quando as maiores minas de carvão na baçia do Donets foram perdidas temporáriamente pelos alemães.
Durante a Guerra da Abecásia (1992-1993), Tkvarcheli reteve, através do apoio humanitário e militar russo, o cerco geórgio. Desde 1995 é a capital do distrito de Tkvarcheli.

## Indústria
A extracção de carvão tem sido a indústria principal desde sempre, embora actualmente as minas soviéticas estejam fechadas e o carvão actualmente só é extraido pela empresa abcaz-turca Tamsaş usando o método da mineração a céu aberto. A Tamsaş é criticada por negligenciar os requerimentos ambientais. A construção de uma nova planta de cimento é planeada agora, o seu objectivo é ser usado para os projectos para os jogos olímpicos em Sochi. A Geórgia diz que todo o investimento é ilegal, em violação clara das restrições da CEI (1996).

## Demografia
A população da cidade em 1989 era de 21.744. Os três principais grupos étnicos eram os abcazes (42.3%), os russos (24.5%) e os geórgios (23.4%). Em consequência da Guerra da Abecásia, todas as indústrias da cidade pararam e a população teve uma descida acentuada, e em 2004 a população era de entre 7.000 e 8.000 de acordo com umas fontes e de apenas 4.800 de acordo com outras. De acordo com de 2020 a população é de 5.097.

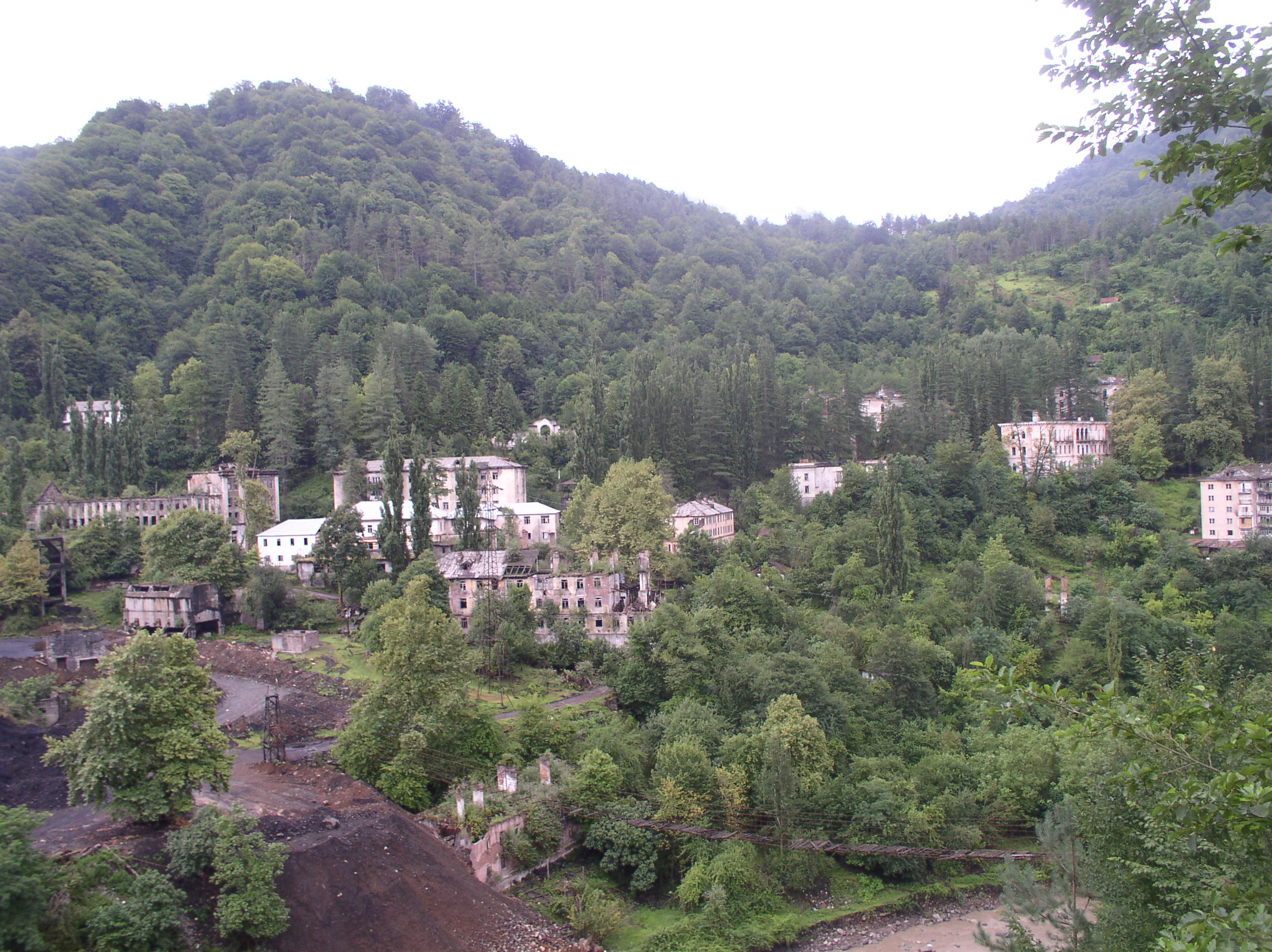
Vista do microdistrito de Akarmara em Tkvarcheli